# Charavines
Charavines é uma comuna francesa na região administrativa de Auvérnia-Ródano-Alpes, no departamento de Isère. Estende-se por uma área de 7,52 km². Em 2010 a comuna tinha 1 960 habitantes (densidade: 260,6 hab./km²).